# Service inter-régional de traitement de l'information
Le Service inter-régional de traitement de l'information est un immeuble situé à Orléans.

## Histoire
Le Service inter - régional de traitement de l’information (SITI) construit entre 1966 et 1969, par L’Atelier de Montrouge, est l’un des tout premiers bâtiments réalisés en France pour le traitement de l’information par ordinateur à une large échelle.[réf. nécessaire]
Avec la série 360, l’entreprise américaine IBM (International Business Machines) lance en 1964 une véritable révolution informatique. EDF est l’une des entreprises pionnières en France de cette nouvelle technologie pour la centralisation et la rationalisation de la facturation de la totalité de ses abonnés.[réf. nécessaire]
Un premier centre de traitement de l’information est créé à partir de 1965 à Issy-les-Moulineaux – le SITI n° 1, conçu, lui aussi, par L’Atelier de Montrouge.[réf. nécessaire]
Pour couvrir l’ensemble du territoire français avec ce nouveau système de traitement informatique de la facturation, deux autres antennes sont prévues : l’une à Lyon, l’autre à Orléans – La Source où sera finalement installé le SITI n° 3.[réf. nécessaire]
Le programme prévoit l’installation d’ordinateurs IBM de type 370 – 155, le placement de 13 imprimantes et de 18 dérouleurs de bandes magnétiques permettant de faire la facturation (stockage, manutention, façonnage, tri - postal) pour les régions du Nord, de l’Est, de l’Ouest et du Centre-Ouest, soit environ 9 millions d’abonnés, représentant l’impression de 100.000 factures par jour.[réf. nécessaire]
Du fait de la lourdeur des machines et du stockage du papier, la structure du bâtiment devait être capable de recevoir des charges considérables tout en étant capable de s’adapter rapidement à l’évolution constante des systèmes bureautiques.[réf. nécessaire]

## Description
Le Service Inter-régional de Traitement de l'Information (SITI n° 3), sis 2, rue Paul-Langevin, à l'angle de l'avenue Claude-Guillemin : les façades et toitures des anciens logements de fonction qui lui sont contigus;le mur de clôture sur l'avenue Claude-Guillemin et la rue Paul-Langevin et ses entrées (cad. EN 8) sont inscrits au titre des monuments historiques par arrêté du 12 mai 2015. Le bâtiment du SITI et les bassins, avec leurs sphères, qui le jouxtent, en totalité, tels que délimités par un liséré rouge sur le plan annexé à l'arrêté sont classés au titre des monuments historises par arrêté du 5 février 2016.